# デ・ラ・サール大学医療・健康科学研究所
デ・ラ・サール大学医療・健康科学研究所（英語:De La Salle Medical and Health Sciences Institute、略称：DLSMHSI）は、ルソン島・カラバルソン地方・カヴィテ州・ダスマリニャスに位置するフィリピンの大学である。デ・ラ・サール大学を構成する教育機関の一つである。

## 沿革
- 1977年7月18日 - 前身の医学校を設立。その後、エミリオ・アギナルド医科大学（Emilio Aguinaldo College of Medicine）に改称。
- 1978年 - 医療放射線技術大学を設立。
- 1984年 - 看護助産学部を設立。
- 2007年9月 - デ・ラ・サール大学医療・健康科学研究所（en:De La Salle Medical and Health Sciences Institute）に改称。
- 2014年 - 薬学大学、人文科学大学そして医療・健康科学研究所を設立。
- 2018年8月1日 - 医療放射線技術大学を医用画像療法大学へ改称。

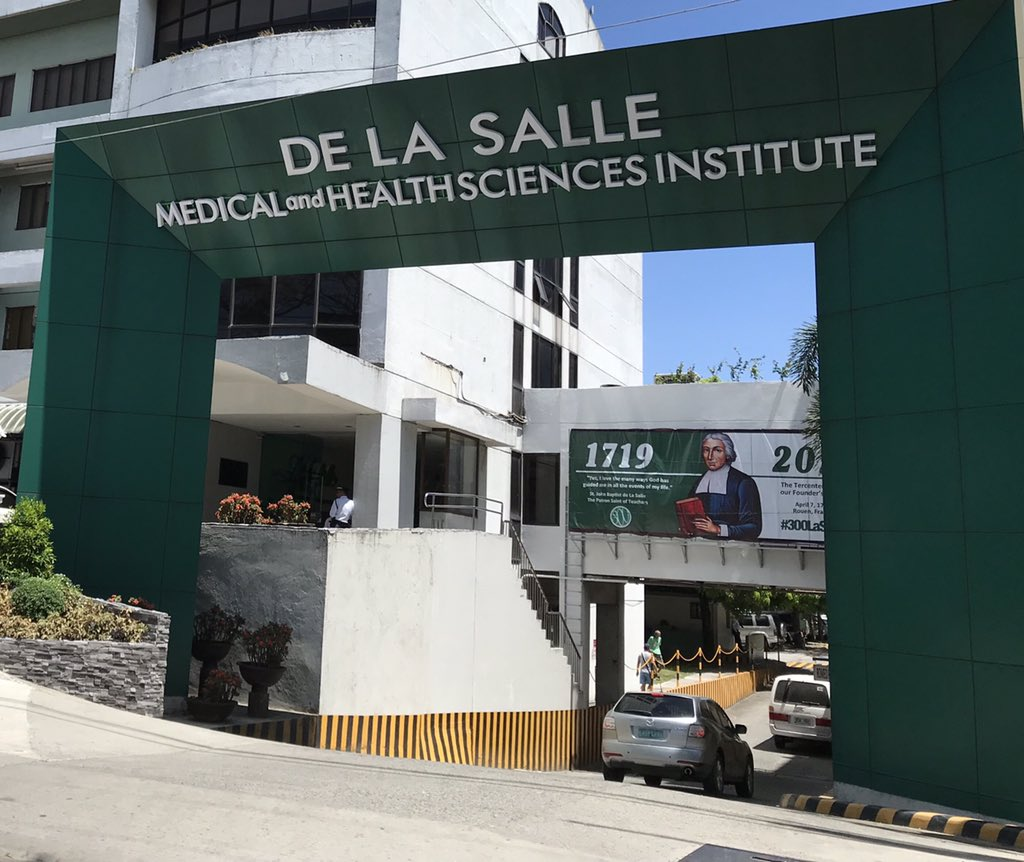
デ・ラ・サール大学医療・健康科学研究所・入構門

## 大学
- 医科大学（College of Medicine）
- 人文科学大学（College of Humanities and Sciences）
- 医療画像療法大学（College of Medical Imaging and Therapy）
- 臨床検査科学大学（College of Medical Laboratory Science）
- 看護大学（College of Nursing）
- 薬科大学（College of Pharmacy）
- リハビリテーション大学（College of Rehabilitation Sciences）

## 大学院
- Graduate Studies in Medical and Health Sciences

## 高校
- Special Health Sciences Senior High School

## 研究所
- デ・ラ・サール医療・健康科学研究所

## 対外関係

### 日本における協定校
- 宝塚医療大学
- 学校法人順正学園